# Teatre Kursaal de Manresa
El Kursaal és un teatre-auditori ubicat al Passeig de Pere III de Manresa (Bages), al bell mig de la ciutat. Andreu Cabot i Puig, empresari amb una llarga experiència en la indústria cinematogràfica, va ser el promotor de la construcció de l'edifici, a primers del segle xx. Va encarregar l'elaboració dels plànols al manresà Josep Firmat i Serramalera. Aquest arquitecte va optar per dissenyar un edifici de composició clàssica, en la línia dels postulats noucentistes vigents a l'època. La seva rehabilitació va permetre reinaugurar-lo el 2007 amb una sala gran, amb més de 800 localitats, i una altra de petita, polivalent, amb capacitat per a unes 200 persones. És una obra protegida com a bé cultural d'interès local.

## Descripció
És un edifici de planta baixa i quatre pisos, de composició unitària i simètrica. La façana principal és de composició clàssica, retrocedeix respecte a la línia del Passeig creant un pati amb porxos laterals d'una planta, recolzats sobre pars de columnes amb capitells jònics. A sobre, baranes amb balustres. La façana posterior, molt plana, amb una línia de finestres a nivell de l'últim pis i frontó triangular al coronament.
Els porxos comuniquen amb l'interior de l'edifici, on hi ha el vestíbul i dues escales laterals que condueixen als pisos superiors. A nivell de planta baixa es desenvolupa la sala d'espectacles, concebuda en la forma clàssica d'aquest tipus d'edificis. Paviments amb fusta i mosaic hidràulic. Relleus en guix. Pel que fa als elements decoratius, destaca la composició d'obertures i la utilització d'elements clàssics com capitells, frontons i columnes. El mobiliari és original, igual que les làmpades i el paviment.

## Història
El teatre Kursaal de Manresa va ser inaugurat el 26 d'agost del 1927, amb un acte protocol·lari i l'actuació de l'orquestra Massana. L'estrena popular, però, va ser uns dies més tard, el 30 d'agost, en plena Festa Major de la ciutat, amb la representació de l'òpera Aida per part de l'orquestra del Liceu. Va ser concebut, des d'un bon principi, com un espai escènic capaç d'acollir tota mena d'actes: teatre, òpera, sarsuela, concerts de música i, sobretot, cinema. Mut, primer, amb acompanyament musical tal com s'estilava, i sonor, a partir del 1929.
El Kursaal va ser escenari de moments importants de la ciutat, tant en el terreny cultural com social i polític. Va acollir, per exemple, els actes de commemoració de la proclamació de les Bases de Manresa, el 1931, amb la presència del president Francesc Macià; un concert de l'Orquestra Simfònica Catalana organitzat per la Generalitat republicana i radiat per a tot Catalunya, el 1937; la darrera actuació del baríton Marcos Redondo en el seu comiat dels escenaris fora de Barcelona, el 1957; o les celebracions del 25è i el 50è aniversaris de l'Orfeó Manresà, els anys 1927 i 1952. Cal esmentar dues actuacions musicals que il·lustren les personalitats rellevants que hi varen actuar: Pau Casals (1930) dirigint la seva orquestra i el pianista polonès Arthur Rubinstein (1931).
El Kursaal va perdre el seu rol d'equipament escènic principal i destacat en el context cultural manresà durant els anys 70 i 80, quan va passar a ser un cinema de segona categoria, alhora que es buidava gradualment d'espectadors. L'any 1977 hi tingué lloc un recital de Raimon.
Va passar a mans municipals, el 1988. L'estiu d'aquell any es va fer la darrera representació sobre el seu escenari: la revista Loco, loco music hall amb Mary Santpere i la companyia d'El Molino. Mancat d'ús i sense un manteniment bàsic, l'interior del teatre es va anar degradant per la humitat i el pas del temps. Va tancar portes però Manresa no va voler deixar-lo escapar com a referent cultural. Així, el pati d'accés i els porxos van continuar essent utilitzats per a tota mena d'activitats: teatre, dansa, cinema o música. Sempre a l'aire lliure, tot aprofitant la seva centralitat i l'encant d'una façana que en recordava temps millors.

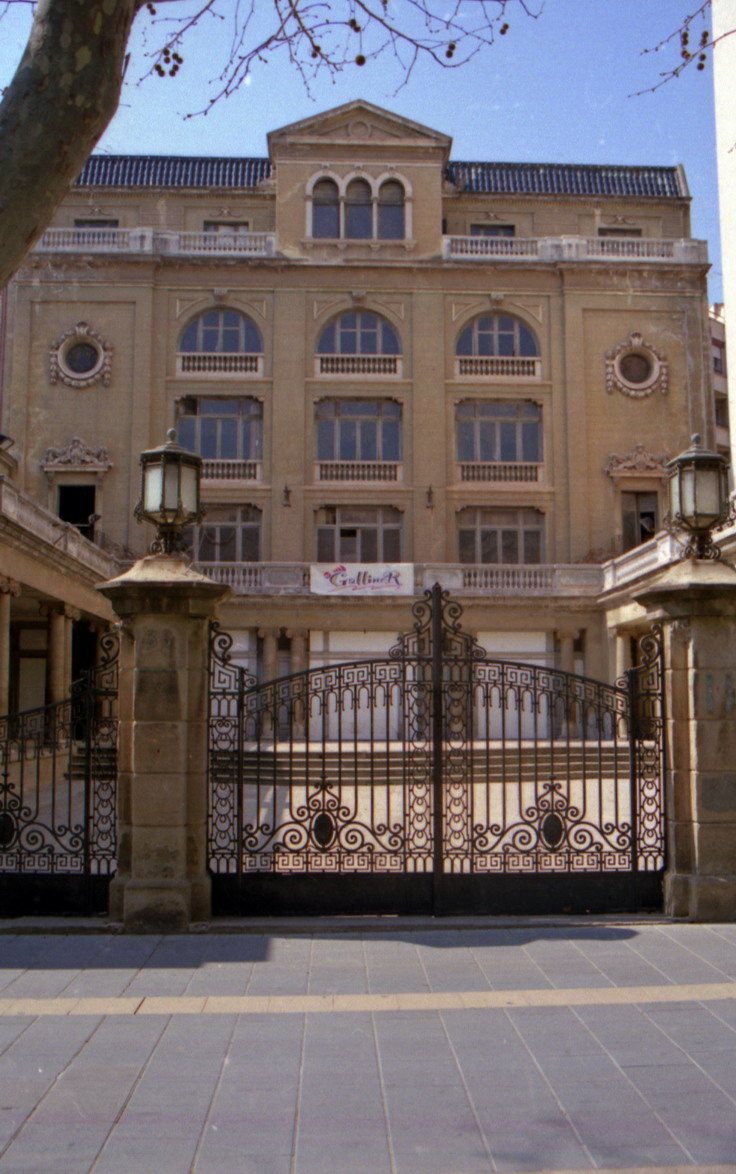
El Kursaal en plena restauració

El teatre Kursaal va tornar a obrir les portes set anys després, el 24 de desembre del 1995. L'associació cultural El Galliner va escollir aquest espai per presentar-se públicament a la ciutat de Manresa, tot fent-hi una visita guiada. L'acció pretenia posar en evidència l'estat de deixadesa en què es trobava l'equipament i constatar la pertinença d'un dels seus objectius fundacionals: treballar per la recuperació del Kursaal com a equipament cultural i tornar-lo a posar en funcionament abans del 2006. Si bé amb un any de retard, el treball d'El Galliner va convertir la reivindicació iniciada el 1995 en una realitat. L'estrena del nou teatre rehabilitat es va fer el 20 de febrer del 2007, la vigília de la festa que commemora el Miracle de la llum a Manresa. El 23 de febrer del 2007, s'hi va estrenar l'espectacle Inauguraal, del qual se'n van fer cinc representacions que van veure més de 4.000 persones.
La reinauguració del teatre Kursaal de Manresa va iniciar una segona etapa en la vida d'aquest equipament, que ha permès consolidar una programació atractiva, de qualitat i diversa, gràcies a la versatilitat que ofereix el fet de disposar de dues sales, amb aforaments i formats ben diferents. Un total de 78.571 espectadors, 170 funcions, 122 espectacles i una ocupació mitjana per sobre del 74,63% són algunes xifres que donen compte de la vitalitat d'aquest teatre, durant el 2011. Cal afegir-hi, a més, que són unes dades que han seguit una tendència al creixement des de la seva reinauguració la qual cosa situa el teatre Kursaal de Manresa com un pol de referència en la difusió de les arts escèniques d'àmbit nacional.

## Premis
- Guanyador dels premis ARC 2014 a "millor programació de teatre o auditori".[4]